# La escuela de Atenas

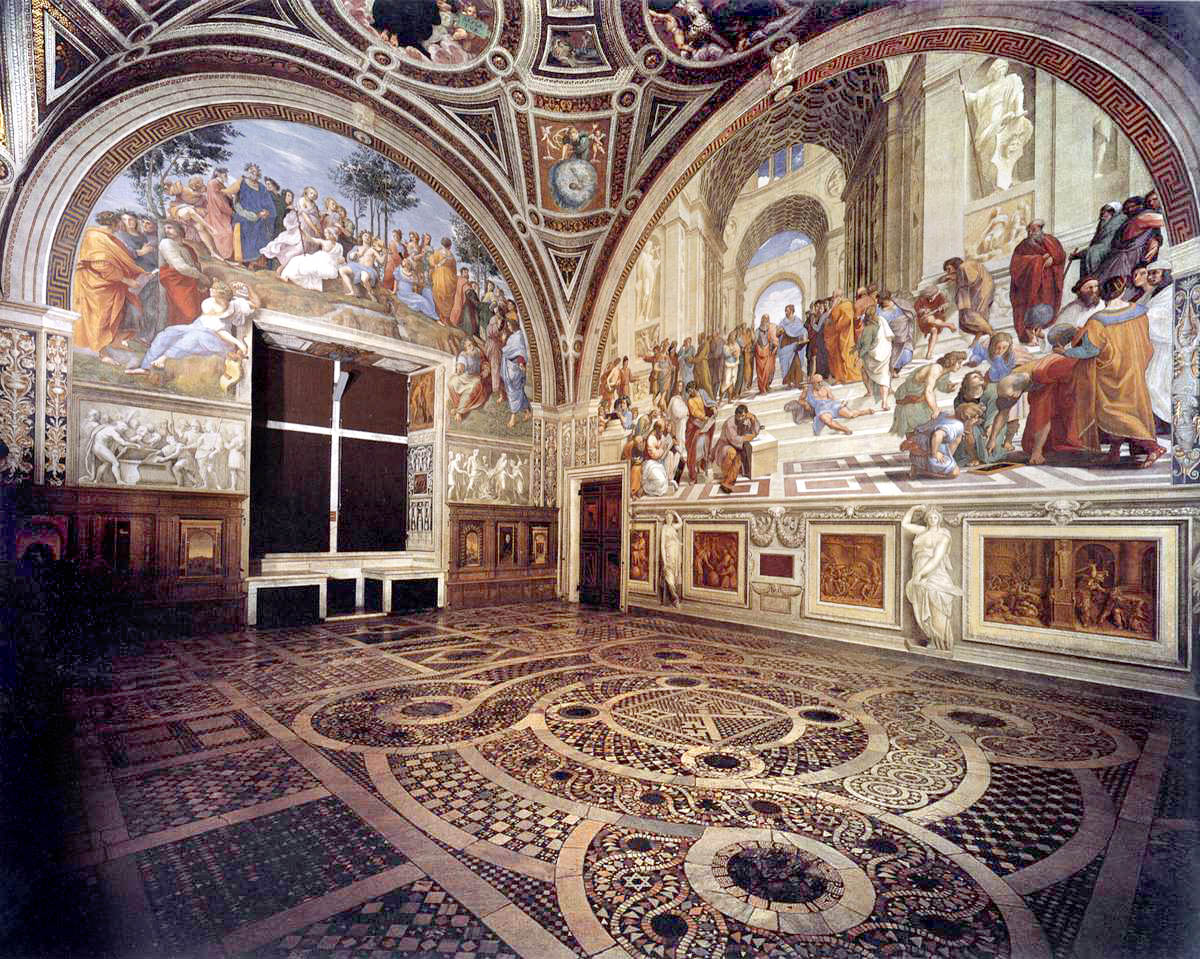
La Stanza della Segnatura

La escuela de Atenas (en italiano: Scuola di Atene) es una de las pinturas más destacadas del artista renacentista italiano Rafael Sanzio. Fue hecha en boceto entre 1509 y 1510 y pintada entre 1510 y 1512 como parte de una comisión para decorar con frescos las habitaciones que hoy en día son conocidas como las estancias de Rafael, ubicadas en el Palacio Apostólico de la Ciudad del Vaticano. La Stanza della Segnatura fue la primera en ser decorada, y La escuela de Atenas la segunda pintura en ser finalizada, tras La disputa del Sacramento.
La Stanza della Segnatura fue la primera de las habitaciones que fue decorada, y La escuela de Atenas, representando la filosofía, fue probablemente la tercera pintura en ser acabada allí, después de La Disputa (Teología) en el muro opuesto, y el Parnaso (Literatura). La pintura destaca por su proyección de perspectiva precisa, que Rafael aprendió de Leonardo da Vinci (quien es la figura central de esta pintura, representando a Platón). 

## La pintura
Su base es de 7,75 m y su altura de 5,00 m. La escuela de Atenas es uno de un grupo de cuatro frescos grandes en los muros de la Stanza (los que están a ambos lados centralmente están interrumpidos por ventanas) que representan diferentes ramas del conocimiento. Cada tema se identifica arriba por un tondo separado que contiene una majestuosa figura femenina sentada en las nubes, con putti que llevan las frases: «Busca el conocimiento de las causas»,  «Inspiración divina»,  «Conocimiento divino de las cosas» (Disputa), «A cada uno lo que le corresponde». En consecuencias, las figuras de los muros abajo ejemplifican la filosofía, la poesía (incluyendo la música), la teología y el Derecho.
Está situada frente a la Disputa del Sacramento. El título tradicional no es de Rafael. Representa la filosofía, o al menos la filosofía de la Antigua Grecia, y la etiqueta del tondo que queda encima, «Causarum Cognitio», nos dice de qué clase, pues parece que se hace eco del énfasis de Aristóteles sobre la sabiduría como conocimiento porque, al conocer las causas, en Metafísica Libro I y Física Libro II. A través de una escena en la que se narra una sesión entre los filósofos clásicos. En esta obra, Rafael adapta el espacio a las leyes de la superficie. Ordena las figuras de izquierda a derecha. La perspectiva queda rota por los muros laterales sobresalientes.

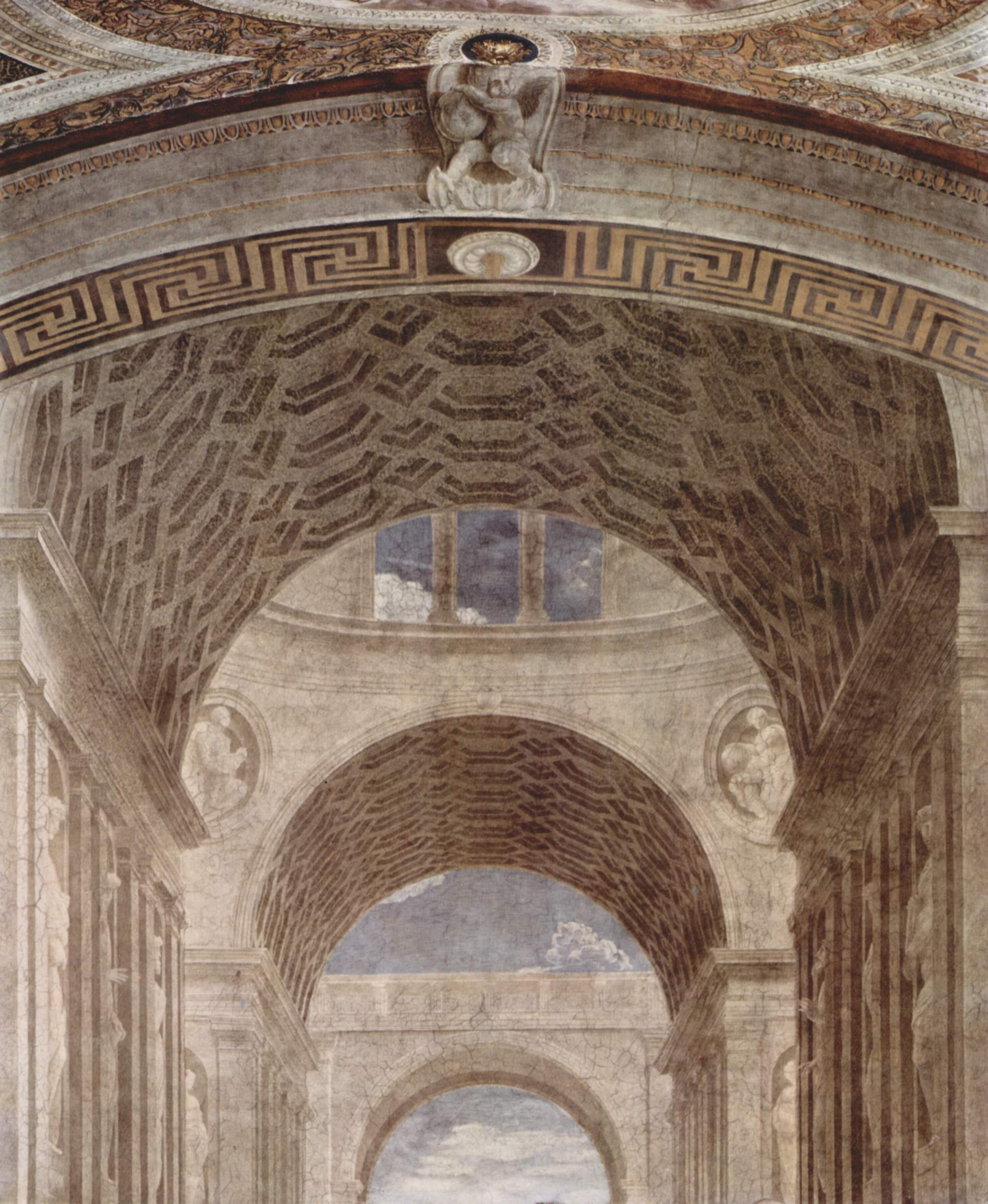
Detalle de la arquitectura

Debido a que estaría ubicada sobre la sección de filosofía del papa Julio II, La escuela de Atenas muestra a los filósofos, científicos y matemáticos más importantes de la época clásica. La arquitectura contiene elementos romanos, pues está abovedada, como unas termas; pero el escenario general, semicircular, con Platón y Aristóteles en el centro, podría aludir a la mónada de Pitágoras. El edificio tiene la forma de una cruz griega, que algunos han sugerido que intentaba mostrar la armonía entre la filosofía pagana y la teología cristiana. La arquitectura del edificio se inspiró en la obra de Bramante, quien, según Vasari, ayudó a Rafael con la arquitectura del cuadro. Esta arquitectura recuerda el proyecto de la basílica de San Pedro elaborado por Bramante. 
En unos nichos al fondo se ven figuras gigantescas de los dioses Apolo y Atenea. La escultura de la izquierda es la de Apolo, dios de la luz, el arco y la música, sosteniendo una lira. La escultura a la derecha es Atenea, diosa de la sabiduría, en su aspecto romano de Minerva.
El arco principal, sobre los caracteres, muestra un meandro (también conocido como un traste griego o diseño de llave griega), un diseño usando líneas continuas que repiten en una «serie de curvas rectangulares» que se originan en la cerámica del período geométrico griego y luego fue ampliamente usado en antiguos frisos arquitectónicos griegos.
Platón y Aristóteles parecen ser las figuras centrales en la escena. Durante toda la Edad Media estuvieron considerados como los principales representantes de la filosofía antigua, se encuentran en el centro de la composición, alrededor del punto de fuga. Platón está sosteniendo el Timeo. Aristóteles sostiene un ejemplar de su Ética a Nicómaco. Ambos debaten sobre la búsqueda de la Verdad y hacen gestos que se corresponden a sus intereses en la filosofía: Platón está señalando el cielo, simbolizando el idealismo dualista racionalista que es su pensamiento; mientras que Aristóteles, la tierra, haciendo referencia a su realismo sustancial racional teleológico. 
Muchos de los filósofos representados buscaban el conocimiento de las primeras causas. Muchos vivieron antes que Platón y Aristóteles, y escasamente un tercio sería ateniense. En otros personajes se ha identificado a distintos filósofos de la Antigüedad, puestos sobre dos niveles, separados de una escalinata. Hay quien considera que casi cada uno de los grandes filósofos griegos está representado en la pintura, pero determinar cuál está representado en concreto es pura especulación, puesto que Rafael no hizo ninguna designación, más allá de posibles parecidos, y ningún documento contemporáneo explica la pintura. Para complicar el problema, Rafael tuvo que inventar un sistema iconográfico para aludir a varias figuras de las que no había tipos visuales tradicionales. Por ejemplo, mientras la figura de Sócrates, que se sitúa a la izquierda,  es inmediatamente reconocible a partir de bustos clásicos, una de las figuras, la que se supone que es Epicuro está alejada de su representación estándar. 
A la izquierda, se encuentra un gran bloque de piedra cuyo significado puede estar conectado con la Primera epístola de Pedro; simboliza a Cristo, la "piedra angular". El hombre ubicado sobre el bloque es Heráclito, con los rasgos de Miguel Ángel. Este personaje no estaba en el esbozo o cartón de este fresco, que se conserva en la Biblioteca Ambrosiana de Milán. Se retrata en esta figura a Miguel Ángel, como se ve en el rostro, que es el del pintor florentino ligeramente mejorado, además de en las características stivali que calza: eran unas botas de montar que el pintor florentino no solía quitarse; está escribiendo uno de sus sonetos. En 1510, Rafael vio el trabajo de Miguel Ángel en la bóveda de la Capilla Sixtina, tras esto lo agregó en su pintura como señal de respeto hacia el artista. Al tiempo, esta figura evita un gran vacío en esa parte del fresco. 
El autorretrato de Rafael está ubicado a la derecha del cuadro, el joven de cabello marrón que observa al espectador, tocado con un gorro redondo de color azul; a su lado, Perugino con idéntico gorro pero en blanco. A la izquierda de la pintura se encuentra Hipatia de Alejandría (pintada como Margherita Luti o Francesco Maria I della Rovere), vestida en blanco, y observando al espectador.
Además de identificar las identidades de las figuras, hay otros aspectos del fresco que han sido debatidos, e interpretados de diferente forma, pero pocas de esas interpretaciones son aceptadas unánimemente entre los eruditos. Que los gestos retóricos de Platón y Aristóteles parece que están señalando (al cielo y hacia abajo, la tierra) es algo que está bastante aceptado como probable. Sin embargo, el Timeo de Platón – que es el libro que Rafael coloca en su mano – era un sofisticado tratado del espacio, el tiempo y el cambio, incluyendo la Tierra, que guio las ciencias matemáticas durante más de un milenio. Aristóteles, con su teoría de los cuatro elementos, sostuvo que todos los cambios en la Tierra se debían a movimientos en el cielo. En la pintura Aristóteles lleva su Ética, que él negaba que pudiera reducirse a una ciencia matemática. No queda claro cuánto sabía el joven Rafael de filosofía antigua, qué guía pudo haber tenido de personajes como Bramante y si se le dictó un programa detallado por su mecenas, el papa Julio II.
A pesar de todo, incluso recientemente el fresco se ha interpretado como una exhortación a la filosofía y, en un sentido más profundo, como una representación visual del papel del Amor a la hora de elevar a la Humanidad hacia el conocimiento superior, en gran medida en consonancia con las teorías contemporáneas de Marsilio Ficino y otros pensadores neoplatónicos relacionados con Rafael.
Finalmente, de acuerdo con Giorgio Vasari, la escena incluye al propio Rafael, al duque de Mantua, Zoroastro y algunos Evangelistas.
Sin embargo, para Heinrich Wölfflin, «es bastante erróneo intentar interpretaciones de La escuela de Atenas como un tratado esotérico... Lo que más importaba era el motivo artístico que expresaba un estado físico o espiritual, y el nombre de la persona es asunto que dejaba indiferente» en la época de Rafael. El arte de Rafael entonces orquesta un espacio hermoso, continuo con el de los espectadores en la Stanza, en la que una gran variedad de figuras humanas, cada una de ellas expresando «estados mentales de acciones físicas», interactúan, en una «polifonía» sin precedente en el arte anterior, en el diálogo permanente de la Filosofía.
Guerino Mazzola y sus colaboradores han dado una interpretación del fresco que relaciona las simetrías ocultas de las figuras y la estrella construida por Bramante. La base principal son dos triángulos en espejo en el dibujo de Bramante (Euclides), que se corresponde a la posición de los pies de ciertas figuras.

## Los filósofos
La identidad de algunos de los filósofos dentro de la pintura, como Platón o Aristóteles, es evidente, pero otros siempre han sido meras hipótesis. Para complicarlo aún más, a partir de los esfuerzos de Vasari, algunos han recibido múltiples identificaciones, no sólo como antiguos sino también como figuras contemporáneas con Rafael. Vasari menciona retratos del joven Federico II Gonzaga, duque de Mantua, inclinándose sobre Bramante con sus manos alzadas cerca de la parte inferior derecha, y el propio Rafael. Son identificados generalmente como:

1: Zenón de Citio o Zenón de Elea –
2: Epicuro –
3: Federico II Gonzaga –
4: Boecio o Anaximandro o Empédocles –
5: Averroes –
6: Pitágoras –
7: Alcibíades o Alejandro Magno –
8: Antístenes o Jenofonte –
9: Hipatia (pintada como Margherita o el joven Francesco Maria della Rovere) –
10: Esquines o Jenofonte –
11: Parménides –
12: Sócrates –
13: Heráclito (pintado como Miguel Ángel) –
14: Platón sosteniendo el Timeo (pintado como Leonardo da Vinci) –
15: Aristóteles sosteniendo la Ética –
16: Diógenes de Sinope –
17: Plotino –
18: Euclides o Arquímedes junto a un grupo de estudiantes (pintado como Bramante) –
19: Estrabón o Zoroastro –
20: Claudio Ptolomeo –
R: Apeles como Rafael –
21: Protógenes como El Sodoma

### Figuras centrales (14 y 15)

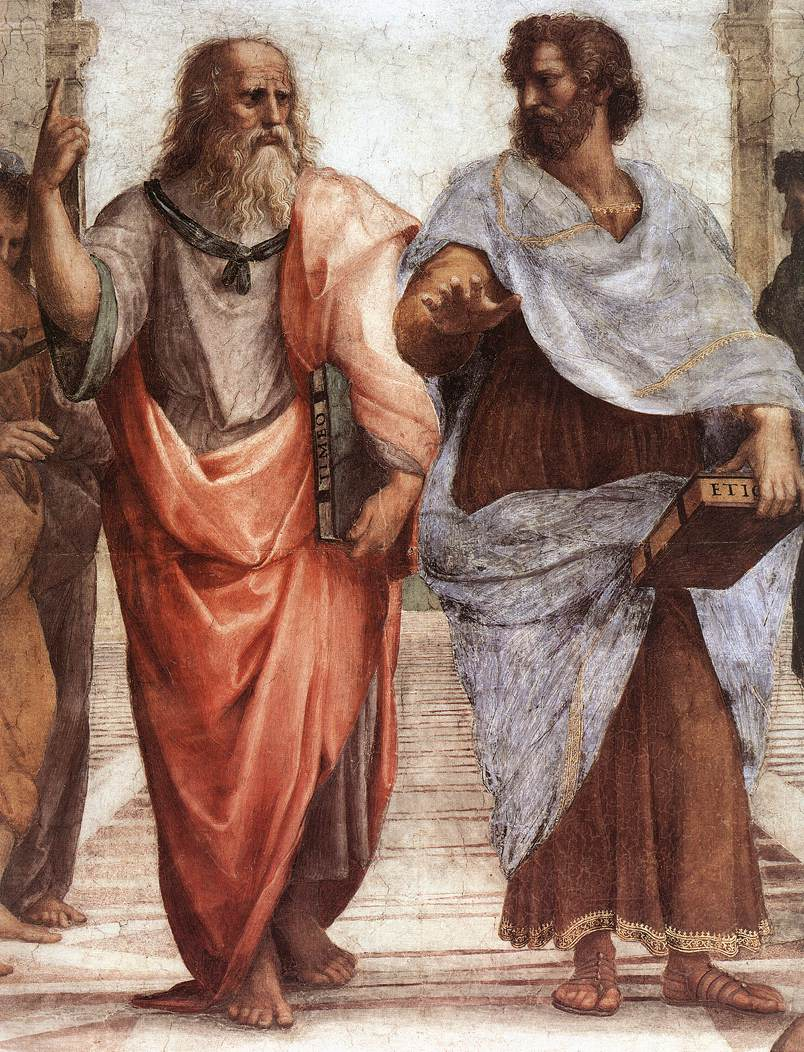
Un maduro Platón camina junto a un joven Aristóteles

En el centro del fresco, en su punto de vista arquitectónico central, están los dos principales sujetos, no discutidos: Platón a la izquierda y Aristóteles, su alumno, a la derecha. Ambas figuras sostienen lo que en aquella época eran modernas copias, cosidas, de sus libros en las manos izquierdas, mientras que hacen un gesto con la derecha. Platón sostiene el Timeo y Aristóteles lleva su Ética a Nicómaco. Platón está representado viejo, gris y descalzo. Con él contrasta Aristóteles, ligeramente por delante, en su plena adultez, luciendo sandalias y ropas rematadas en oro, y el joven sobre ellos parece mirar hacia él. Además, estas dos figuras centrales hacen gestos en diferentes dimensiones: Platón verticalmente, hacia arriba a lo largo del plano del cuadro, hacia la bóveda que queda encima; Aristóteles en un plano horizontal, y en ángulos rectos con el plano del cuadro (de ahí que esté en un fuerte escorzo), iniciando el fluir del espacio hacia los espectadores.
Se cree, popularmente, que sus gestos indican aspectos centrales de sus filosofías, para Platón, su Teoría de las formas, y para Aristóteles, un énfasis en particulares concretos. Muchos entienden que la pintura muestra una divergencia de las dos escuelas filosóficas. Platón defiende un sentido de la eternidad, mientras que Aristóteles mira hacia lo físico de la vida y el reino presente.

## Dibujos y cartón
Se conservan  una serie de dibujos realizados por Rafael como estudios para la Escuela de Atenas. Un estudio para el Diógenes está en el Städel de Fráncfort del Meno mientras que un estudio para el grupo alrededor de Pitágoras, en la parte inferior izquierda de la pintura, se conserva en el museo Albertina de Viena. Varios dibujos, mostrando a los dos hombres hablando mientras suben los escalones de la derecha y la Medusa en el escudo de Atenea, la estatua de Atenea (Minerva) y otras tres estatuas, un estudio para la escena de combate en el relieve debajo de Apolo y «Euclides» enseñando a sus alumnos están en el Museo Ashmoleano de Arte y Arqueología en la universidad de Oxford.
El cartón para la pintura está en la Pinacoteca Ambrosiana en Milán. Falta el fondo arquitectónico, las figuras de Heráclito, Rafael y Protógenes. El grupo de los filósofos en primer plano, a la izquierda, recuerda mucho a las figuras de la Adoración de los Magos de Leonardo. Además, hay algunos grabados de las esculturas de la escena realizados por Marcantonio Raimondi; puede que se basen en dibujos perdidos de Rafael, pues no encajan exactamente con el fresco.

## Reproducciones
El Museo de Victoria y Alberto en Londres tiene una versión rectangular de más de 4 metros por 8 metros, pintada sobre lienzo, que data de 1755 y fue realizada por Anton Raphael Mengs; se exhibe en el Cast Court oriental.
Abundan las reproducciones modernas del fresco. Por ejemplo, una a tamaño natural puede ser vista en el auditorio de Old Cabell Hall en la Universidad de Virginia. Fue producida en 1902 por George W. Breck para reemplazar una antigua reproducción que fue destruida por un incendio en 1895, tiene una diferencia de cuatro pulgadas con la original, ya que los Museos Vaticanos no permiten reproducciones idénticas de sus obras de arte.
Otras reproducciones serían: la de Emil Neide, que está en la catedral de Königsberg, Kaliningrado; la de Highsmith University Student Union, en la universidad de Carolina del Norte en Asheville, y una reciente en la sala de seminarios en Brooks College de la Baylor University. Una copia de La escuela de Atenas de Rafael se pintó sobre el muro de la escalera ceremonial que lleva a la famosa, sala principal de lectura de la Biblioteca de Santa Genoveva en París.
El grupo musical de Hard Rock Guns N' Roses utilizó la pintura en 1991 para sus discos Use Your Illusion I y Use Your Illusion II. Las dos figuras al lado izquierdo de Plotino (figura 17), fueron extraídas por el artista Mark Kostabi.
En el interior del palacio Borbón hay dos tapices.

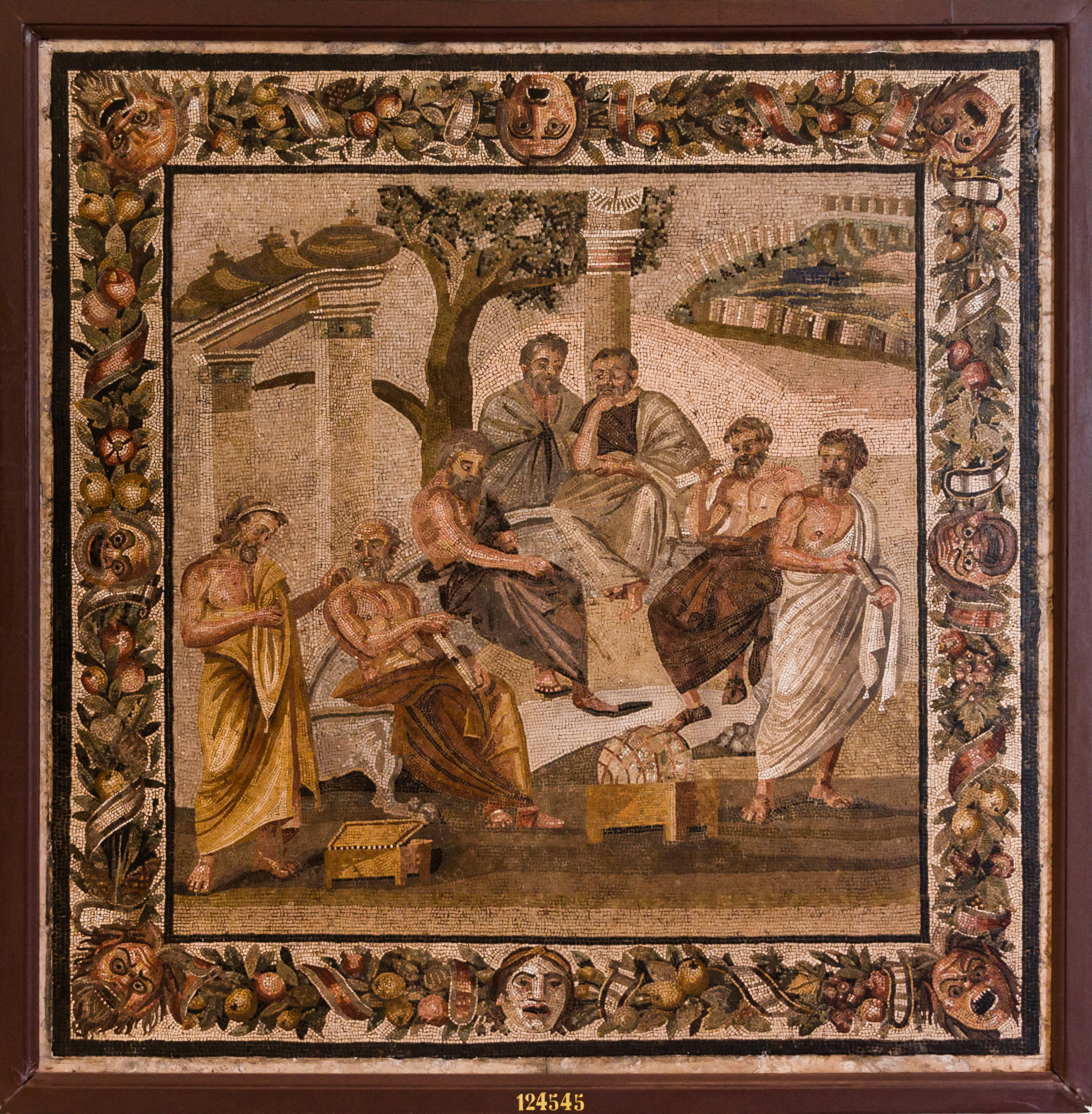
Platón conversando con sus discípulos, mosaico de Pompeya.

## Tema
Un tema similar es conocido como Platón conversando con sus discípulos o Mosaico de la academia de Platón, en Pompeya, y quizá emergió en forma de estatuas en el Serapeo de Alejandría y Menfis Saqqara, ambos en lo que hoy es Egipto. Jean-François Mimaut (1774 - 1837), cónsul general francés en Alejandría,  mencionó en el siglo XIX nueve estatuas en el Serapeo de Alejandría sosteniendo rollos. Once estatuas se encontraron en Saqqara. Una crítica de «Les Statues Ptolémaïques du Sarapieion de Memphis» apuntó que probablemente fueron esculpidas en el siglo III con piedra caliza y estuco, algunos de pie y otros sentados. Rowe y Rees 1956 sugirieron que ambas escenas en el Serapeo de Alejandría y Saqqara comparten un tema parecido, como con el mosaico de la Academia de Platón, identificando las figuras de Saqqara de esta manera: «(1) Pindare, (2) Démétrios de Phalère, (3) x (?), (4) Orphée (?) aux oiseaux, (5) Hésiode, (6) Homère, (7) x (?), (8) Protagoras, (9) Thalès, (10) Héraclite, (11) Platon, (12) Aristote (?)». Sin embargo, ha habido otras sugerencias (véase por instancia Mattusch, 2008). Una identificación común parece ser Platón como una figura central y Tales. Según Paolo Zamboni profesor de Cirugía vascular en la universidad de Ferrara que llevó a cabo un iconodiagnóstico sobre La escuela de Atenas, el Miguel Ángel de Rafael, en el papel de Heráclito, está afectado por piernas y rodillas con venas varicosas.

## Galería
Personajes identificados en la obra inspirados en un modelo conocidoː
Otros personajes identificados en la obra sin modelo identificadoː

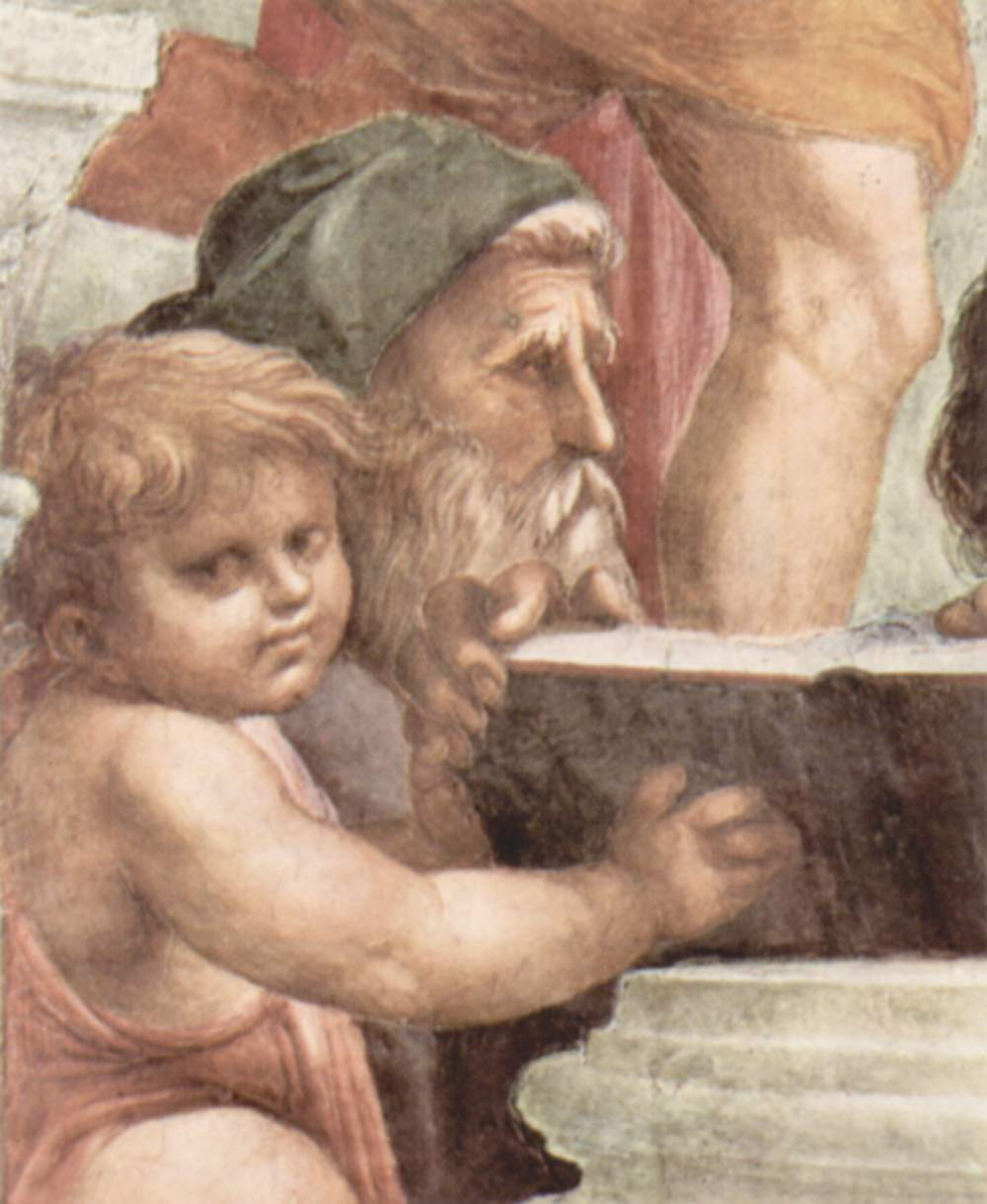
Zenón de Citio o Zenón de Elea
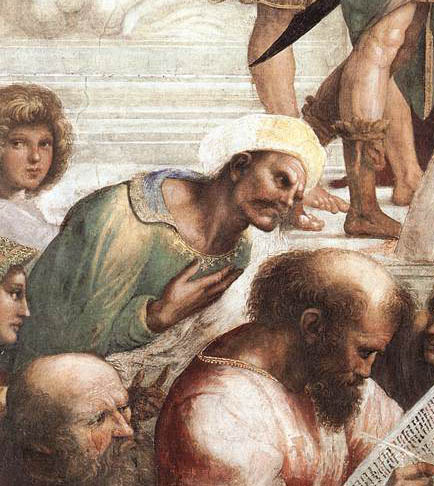
Averroes y Pitágoras
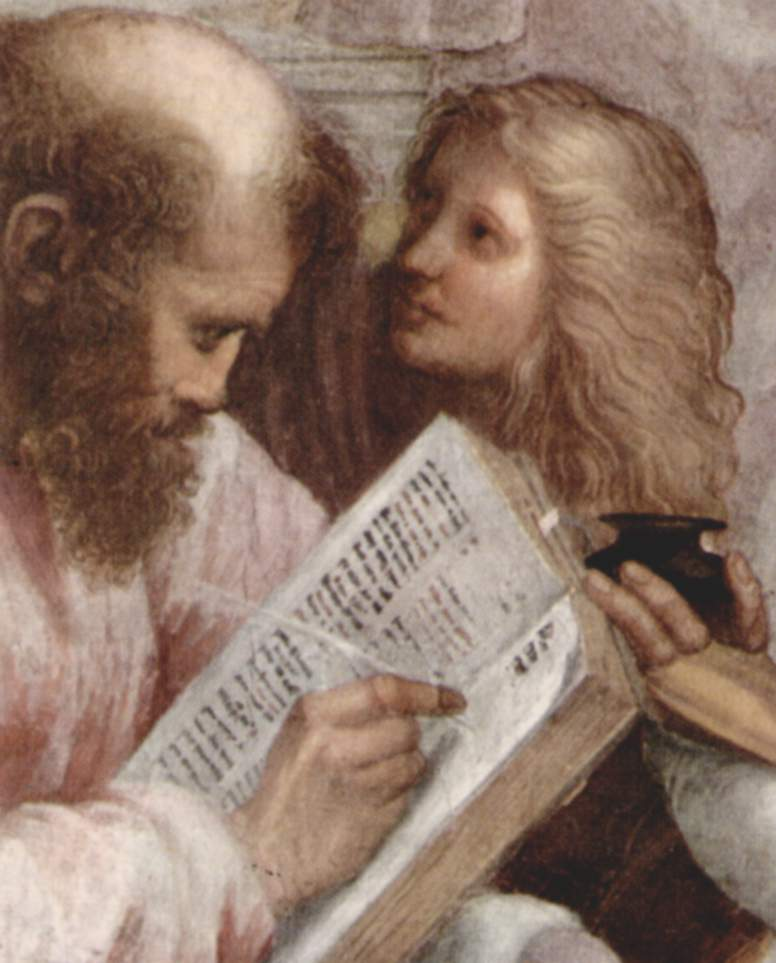
Pitágoras
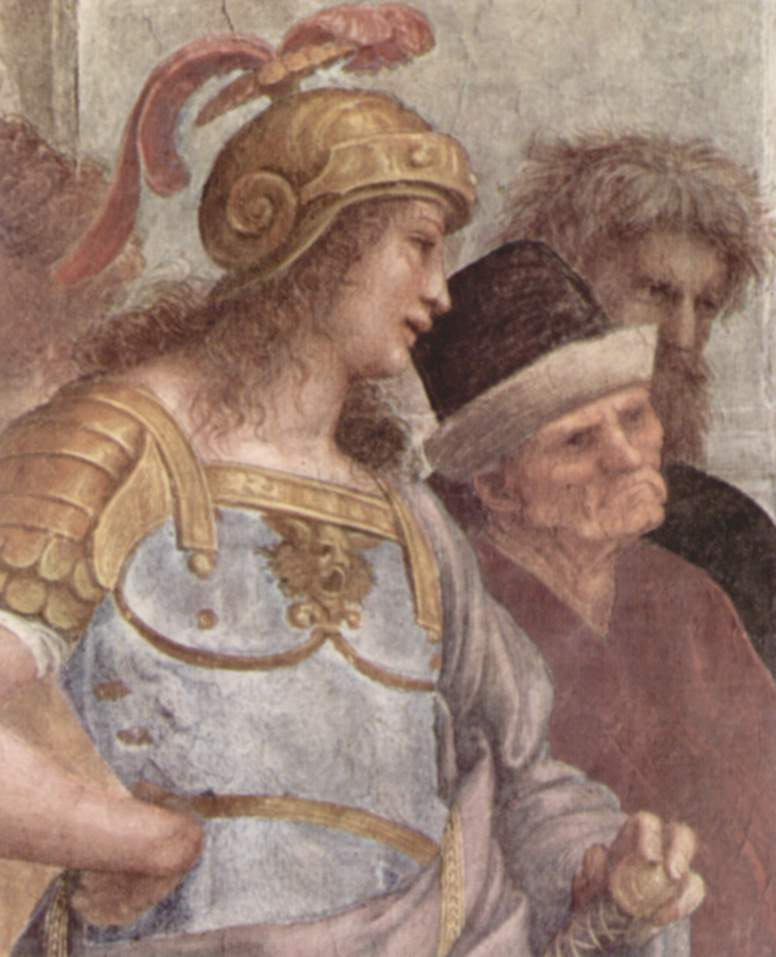
Alcibíades o Alejandro Magno y Antístenes o Jenofonte
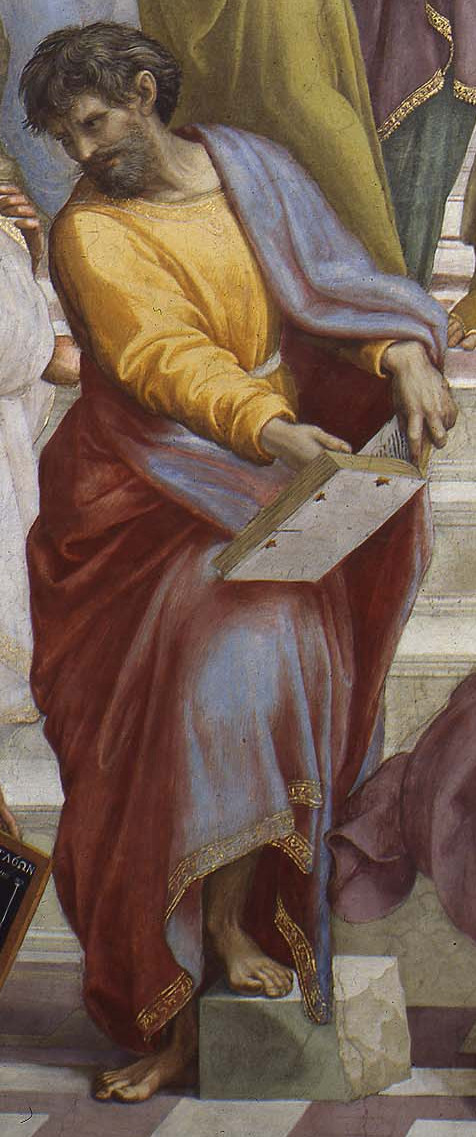
Parménides
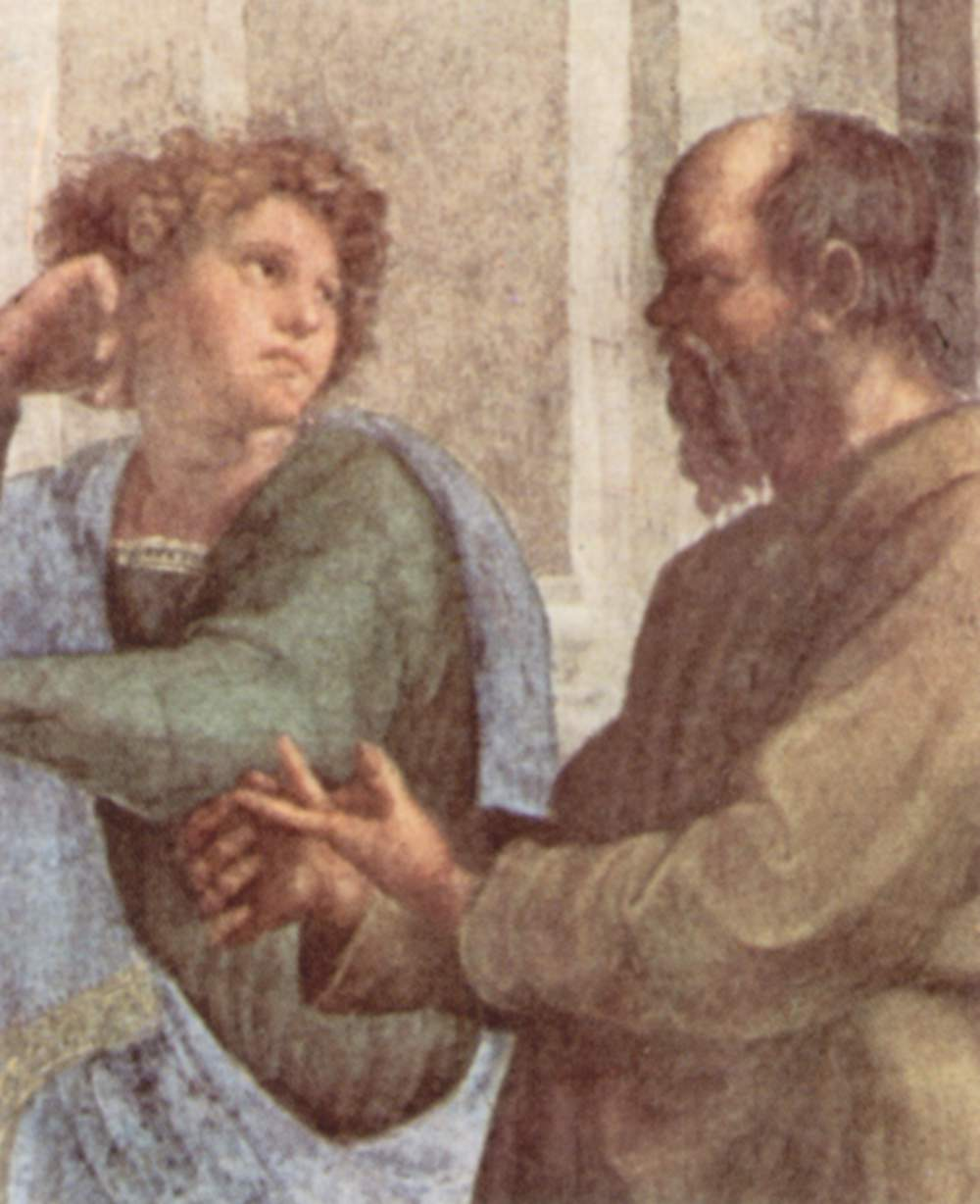
Esquines y Sócrates
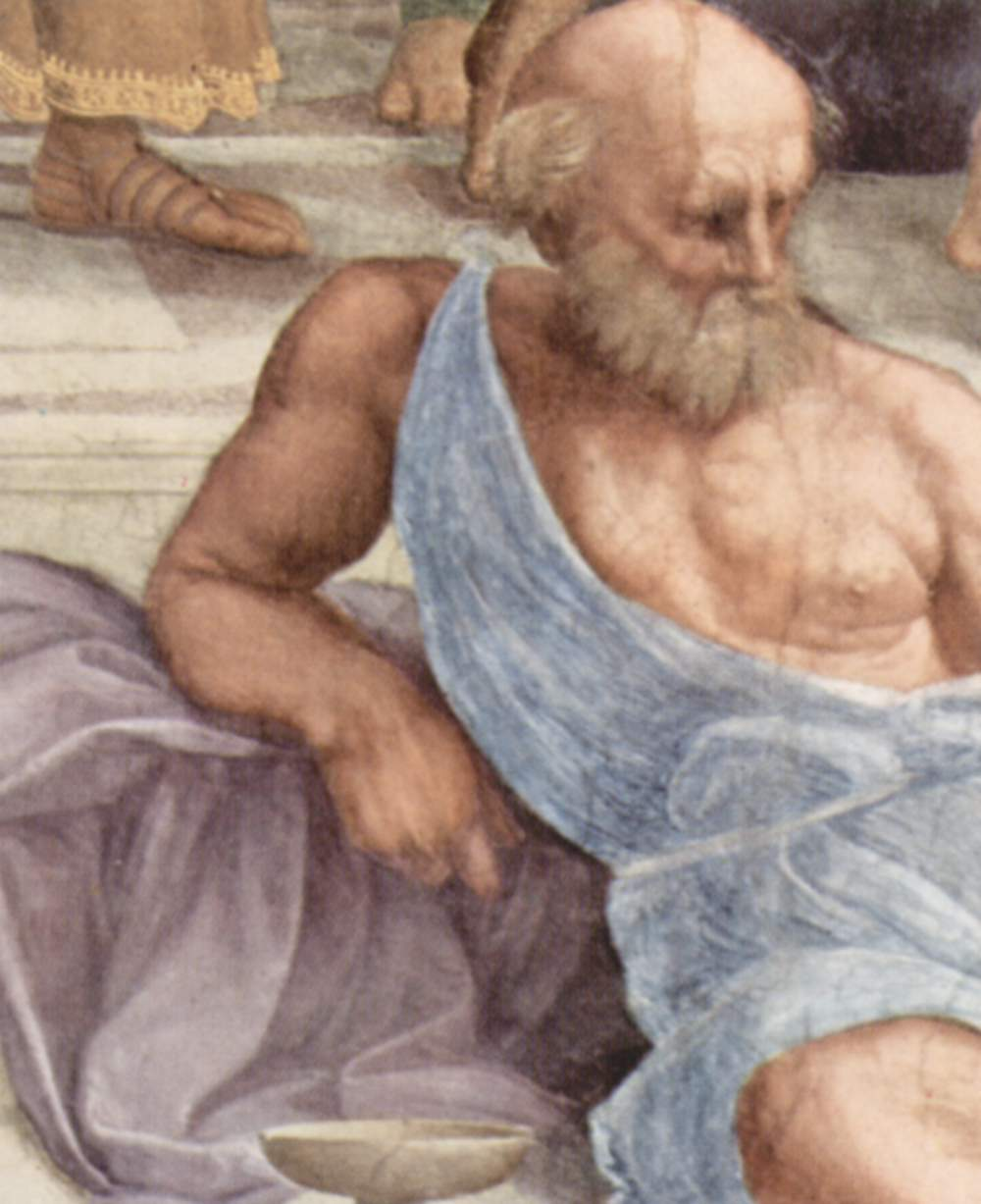
Diógenes
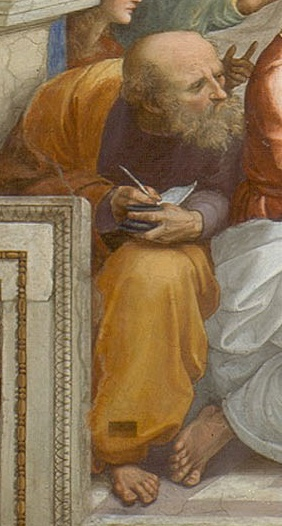
Anaximandro